# مارکلوهه
مارکلوهه (به آلمانی: Marklohe) یک شهر در آلمان است که در Marklohe واقع شده‌است. مارکلوهه ۴٬۴۷۶ نفر جمعیت دارد.